# Ólafur Ragnar Grímsson
Ólafur Ragnar Grímsson (Ísafjörður, 14 mei 1943) was van 1996 tot en met 2016 president van IJsland.

## Persoonlijke achtergrond
Van 1962 tot 1970 studeerde Ólafur Ragnar Grímsson economie en politicologie aan de Universiteit van Manchester. Hij was professor politicologie aan de Universiteit van IJsland, en was achtereenvolgens minister van Financiën (1988–1991) en voorzitter van de IJslandse Volksalliantie (1987–1995).
In 1974 trouwde hij met Guðrún Katrín Þorbergsdóttir. Het jaar daarna werden zij de ouders van een tweeling (twee meisjes). Zijn vrouw was erg populair in IJsland en met haar charisma wist ze een grote positieve bijdrage te leveren aan de verkiezingscampagne van haar man. In 1998 overleed ze aan leukemie. Op 14 mei 2003 hertrouwde hij met Dorrit Moussaieff, met wie hij sinds mei 2000 een relatie had.

## Politieke achtergrond
Ólafur zetelde van 1978 tot 1983 en van 1991 tot 1996 in het Alding (het IJslandse parlement). Tussentijds was hij van 1988 tot 1991 minister van Financiën.

## Presidentschap
Ólafur Ragnar Grímsson was de eerste president van IJsland die gebruik heeft gemaakt van het recht om te weigeren een wet van het IJslandse parlement te ondertekenen. Deze mogelijkheid is opgenomen in het 26e artikel van de IJslandse grondwet. Dit deed hij op twee momenten.

### Massamedia
Op 2 juni 2004 weigerde hij een wet over de massamedia te ondertekenen. Zijn beslissing was omstreden bij politici en rechtsgeleerden. Sommige critici hebben beweerd dat de weigering van de ondertekening van de wet als een "aanval" op het parlement en parlementaire soevereiniteit kan worden uitgelegd. Sommige critici betwijfelen bovendien of artikel 26 wel rechtsgeldig is. Normaal gesproken wordt in gevallen waarbij de president gebruikmaakt van artikel 26 een nationaal referendum gehouden, zodat het volk zich kan uitspreken over de kwestie. In dit geval bleef het referendum over de omstreden mediawet uit, omdat de regering op het wetsvoorstel terugkwam voordat er een referendum had kunnen worden gehouden.
Bij de presidentsverkiezingen van 2004 werd hij herkozen met 67,5 procent van de stemmen. Deze duidelijke zege werd echter overschaduwd door het recordaantal blanco stemmen (21,2 procent). Dit wordt door sommige analisten geïnterpreteerd als een gebrek aan vertrouwen in de president, gegeven zijn beslissing om de mediawet niet te ondertekenen.

### Icesave
Eind 2009 nam het IJslandse parlement een wet aan die het terugbetalen van spaargelden aan Nederlanders en Britten van de failliete bank Icesave regelde. Op 5 januari 2010 weigerde de president onder hoge druk van de bevolking om de wet te ondertekenen. De president wilde dat de bevolking middels een referendum geraadpleegd werd over de 'Icesave'-casus.
"De mensen moeten ervan worden overtuigd dat ze zelf de koers kunnen bepalen", aldus de president.
Kredietbeoordelaar Fitch verlaagde direct na de weigering van de president de waardering voor de langetermijnschulden van de overheid van IJsland naar non-investment ('junk') omdat het vreesde voor "een nieuwe golf van politieke, economische en financiële onzekerheid" in het land. Dit betekende dat de IJslandse overheid vanaf dat moment een veel hogere couponrente moest betalen op de door haar uit te geven staatsobligaties.
De beslissing kwam de president op zware internationale kritiek te staan. Enkele Scandinavische landen en Polen schortten leningen van in totaal 2,5 miljard euro aan IJsland op. Het IMF dreigde de uitbetaling van een noodkrediet van 2,1 miljard dollar uit te stellen. De Nederlandse minister van financiën Wouter Bos dreigde een veto uit te spreken over de aanvraag van IJsland om lid te mogen worden van de Europese Unie. Deze aanvraag werd op dat moment behandeld door de Europese Commissie, die zich overigens niet in de ruzie wenste te mengen. De president van IJsland reageerde gepikeerd op de kritiek. Zo vond hij dat minister Bos het democratische proces in zijn land moest respecteren en zei dat "als leiders van andere landen te negatief spreken over IJsland, dit de oppositie tegen de wet kan vergroten".
Sveinn Björnsson · Ásgeir Ásgeirsson · Kristján Eldjárn · Vigdís Finnbogadóttir · Ólafur Ragnar Grímsson · Guðni Thorlacius Jóhannesson · Halla Tómasdóttir
- Gemeinsame Normdatei: 138616612
- International Standard Name Identifier: 0000 0000 6439 9381
- Library of Congress Control Number: n97074537
- LIBRIS: 196331
- Virtual International Authority File: 90888506
- WorldCat: E39PBJmxTpxb7B9jtvMrVFxCcP